# Provincia di Girgenti (Regno delle Due Sicilie)
La provincia di Girgenti fu la XIX provincia del Regno delle Due Sicilie. Fu istituita nel 1817 con la denominazione di Valle minore di Girgenti ed entrò in vigore l'anno seguente.

## Storia
Nel 1812, i Borbone, nel tentativo di modernizzare la Sicilia, divisero i tre tradizionali Valli di Noto, Demone, di Mazara in 23 distretti, secondo i dettami della Costituzione promulgata quell'anno; tuttavia, queste disposizioni non saranno applicate de facto. L'11 ottobre 1817, Re Ferdinando I delle Due Sicilie varò il Real Decreto n. 932, che riformò la ripartizione territoriale del Regno delle Due Sicilie a seguito della fusione della corona napoletana con quella siciliana, raggruppando i distretti in sette valli minori, sedi di Intendenze, sulla falsariga dei departments francesi sorti durante la Rivoluzione del 1789. Tra le sedi d'Intendenza vi era pure Girgenti, che comprendeva il distretto omonimo, nonché i distretti di Bivona e Sciacca.
Il 9 dicembre 1820, con l'emanazione della Costituzione sempre da parte di Re Ferdinando I delle Due Sicilie, i sette valli vennero rinominati province. Al momento della costituzione della provincia, il capoluogo fu lasciato a Girgenti.
Con la conquista garibaldina del regno borbonico nel 1860, il 26 agosto, il decreto protodittatoriale n. 170, di Agostino Depretis, intitolato "Legge che chiama in vigore in Sicilia la legge comunale e provinciale del Regno d'Italia", estese anche alla Sicilia la legge Rattazzi, che trasformò i vecchi distretti in circondari. Il Regio Decreto 17 dicembre 1860, n. 4499, sull’annessione delle province siciliane al Regno di Sardegna decretò ufficialmente la soppressione della provincia.

## Suddivisione amministrativa
La provincia era suddivisa in successivi livelli amministrativi, gerarchicamente dipendenti dal precedente. Al livello immediatamente successivo alla provincia, vi erano i distretti che, a loro volta, erano suddivisi in circondari. I circondari erano costituiti dai comuni, l'unità di base della struttura politico-amministrativa dello Stato moderno, ai quali potevano far capo i villaggi, centri a carattere prevalentemente rurale.
La provincia comprendeva 3 distretti, suddivisi complessivamente in 24 circondari, 40 comuni e 5 villaggi istituiti nel 1812 con la Costituzione del Regno di Sicilia e mutati nel tempo, secondo fattori quale l'unione di comuni o la separazione di terre, con la conseguente nascita di nuove città. Nel 1860, le suddivisioni risultavano essere le seguenti:
| Distretto | Circondari       | Comuni                                                                                                 | Abitanti (al 1860) |
| --------- | ---------------- | --- | ------------------ |
| Bivona    | Bivona           | Alessandria (oggi Alessandria della Rocca), Bivona, Cianciana, Santo Stefano (Santo Stefano Quisquina) | 52 188             |
| Bivona    | Burgio           | Burgio, Lucca (oggi Lucca Sicula), Villafranca (oggi Villafranca Sicula)                               | 52 188             |
| Bivona    | Cammarata        | Cammarata, San Giovanni (oggi San Giovanni Gemini)                                                     | 52 188             |
| Bivona    | Casteltermini    | Casteltermini, San Biagio (oggi San Biagio Platani)                                                    | 52 188             |
| Bivona    | Ribera           | Calamonaci, Ribera                                                                                     | 52 188             |
| Girgenti  | Canticattì       | Canicattì                                                                                              | 152 026            |
| Girgenti  | Cattolica        | Cattolica (oggi Cattolica Eraclea), Montallegro                                                        | 152 026            |
| Girgenti  | Favara           | Favara                                                                                                 | 152 026            |
| Girgenti  | Girgenti         | Girgenti (oggi Agrigento), Molo (oggi Porto Empedocle)                                                 | 152 026            |
| Girgenti  | Grotte           | Comitini, Grotte                                                                                       | 152 026            |
| Girgenti  | Licata           | Licata                                                                                                 | 152 026            |
| Girgenti  | Naro             | Castrofilippo, Naro                                                                                    | 152 026            |
| Girgenti  | Palma            | Camastra, Palma (oggi Palma di Montechiaro)                                                            | 152 026            |
| Girgenti  | Raffadali        | Raffadali, Sant'Angelo Muxaro                                                                          | 152 026            |
| Girgenti  | Ravanusa         | Ravanusa                                                                                               | 152 026            |
| Girgenti  | Siculiana        | Realmonte, Siculiana                                                                                   | 152 026            |
| Sciacca   | Caltabellotta    | Caltabellotta                                                                                          | 50 399             |
| Sciacca   | Menfi            | Menfi                                                                                                  | 50 399             |
| Sciacca   | Sambuca          | Sambuca (oggi Sambuca di Sicilia)                                                                      | 50 399             |
| Sciacca   | Santa Margherita | Santa Margherita (oggi Santa Margherita di Belice), Montevago                                          | 50 399             |
| Sciacca   | Sciacca          | Sciacca                                                                                                | 50 399             |
| Totale    |                  | |                    |
| 3         | 21               | 40 | 254 613            |

## Intendenti
Di seguito è riportato l’elenco cronologico degli intendenti e governatori che ressero la provincia.
| Nome e cognome                   | Inizio dell'incarico | Fine dell'incarico | Qualifica   | Affiliazione      | Note  |
| -------------------------------- | -------------------- | ------------------ | ----------- | ----------------- | ----- |
| ?                                | 1º gennaio 1818      | ?                  | Intendente  | Borbonico         |       |
| Domenico Bartoli                 | giugno 1860          | ?                  | Governatore | Garibaldino       | [ 7 ] |
| Luigi Failla                     | giugno 1860          | ?                  | Governatore | Garibaldino       | [ 7 ] |
| Andrea Guarneri                  | giugno 1860          | ?                  | Governatore | Garibaldino       | [ 7 ] |
| Niccolò Cusa, barone di Corleone | 8 giugno 1860        | 10 dicembre 1860   | Governatore | Liberale unitario | [ 7 ] |